# ورقة 5 جنيه إسترليني بنك إنجلترا
ورقة 5 جنيه إسترليني بنك إنجلترا والمعروفة أيضًا باسم Fiver، هي ورقة جنيه إسترليني نقدية. هي حاليًا أصغر فئة نقدية يصدرها بنك إنجلترا. طرحت ورقة بوليمر جديدة في سبتمبر 2016 على الوجه صورة إليزابيث الثانية وعلى الظهر صورة ونستون تشرشل. سحبت الأوراق النقدية التي أصدرت في عام 2002 والتي عليها صورة إليزابيث فراي تدريجيا ولم تعد عملة قانونية منذ 5 مايو 2017.

## التصميم

### قائمة التصاميم
| السلسلة           | تاريخ الإصدار  | آخر طبعة   | تاريخ السحب    | اللون                                   | الحجم                    | التصميم                                              | معلومات إضافية                           |
| ----------------- | -------------- | ---------- | -------------- | --------------------------------------- | ------------------------ | ---------------------------------------------------- | ---------------------------------------- |
| وايت (1793)       | 1793           | 1944       | 1 مارس 1946    | أحادية اللون (مطبوعة على جانب واحد فقط) | 200 × 113 ملم (قد يختلف) |                                                      |                                          |
| وايت (1945)       | 1945           | 1957       | 13 مارس 1961   | أحادية اللون (مطبوعة على جانب واحد فقط) | 211 × 133 ملم            |                                                      |                                          |
| السلسلة B         | 21 فبراير 1957 | 1963       | 27 يونيو 1967  | أزرق                                    | 158 × 90 ملم             | الوجه: خوذة بريتانيا الظهر: أسد                      | القديس جورج والتنين وبريتانيا على الوجه  |
| السلسلة C         | 21 فبراير 1963 | 1971       | 31 أغسطس 1973  | أزرق                                    | 140 × 85 ملم             | الوجه: الملكة إليزابيث الثانية الظهر: بريتانيا جالسة | أول ورقة 5 جنيه إسترليني تحمل صورة الملك |
| السلسلة D         | 11 نوفمبر 1971 | 1990       | 29 نوفمبر 1991 | في الغالب زرقاء                         | 145 × 78 ملم             | الوجه: الملكة إليزابيث الثانية الظهر: دوق ولينغتون   |                                          |
| السلسلة E         | 7 يونيو 1990   | يوليو 2002 | 21 نوفمبر 2003 | متعددة الألون (في الغالب زرقاء)         | 135 × 70 ملم             | الوجه: الملكة إليزابيث الثانية الظهر: جورج ستيفنسون  |                                          |
| السلسلة E (بديلة) | 21 مايو 2002   | 2016       | 5 مايو 2017    | متعددة الألون (في الغالب خضراء)         | 135 × 70 ملم             | الوجه: الملكة إليزابيث الثانية الظهر: إليزابيث فراي  | آخر عملة نقدية من الورق                  |
| السلسلة G I       | 13 سبتمبر 2016 |            |                | متعددة الألون (فيروزي)                  | 125 × 65 ملم             | الوجه: الملكة إليزابيث الثانية الظهر: ونستون تشرشل   | أول ورقة بوليمر يصدرها بنك إنجلترا       |
| السلسلة G II      | منتصف 2024     |            |                | متعددة الألون (فيروزي)                  | 125 × 65 ملم             | الوجه: الملك تشارلز الثالث الظهر: ونستون تشرشل       | أول ورقة لتشارلز الثالث                  |

المصدر بنك إنجلترا:

### التصميم الحالي
ورقة 5 جنيه إسترليني من السلسلة G (البوليمر) هي الورقة النقدية الوحيدة القانونية. سحبت أوراق السلسلة E القديمة بعد فترة تداول مشترك حيث كانت كلتا الورقتين قانونية حتى 5 مايو 2017.

## التداول
يتولى بنك إنجلترا مسؤولية طباعة وإصدار الأوراق النقدية لضمان سلاسة العرض النقدي في جميع أنحاء المملكة المتحدة. بلغ تداول ورقة 5 جنيه إسترليني ذروته في عام 1979 قبل إصدار ورقة 50 جنيه إسترليني.
| التاريخ | القيمة        | عدد الأوراق |
| ------- | ------------- | ----------- |
| 1979    | 3,694,000,000 | 738,800,000 |
| 2004    | 1,025,000,000 | 205,000,000 |
| 2005    | 1,054,000,000 | 211,000,000 |
| 2006    | 1,051,000,000 | 210,000,000 |
| 2007    | 1,100,000,000 | 220,000,000 |
| 2008    | 1,242,000,000 | 248,000,000 |
| 2009    | 1,342,000,000 | 260,000,000 |
| 2010    | 1,245,000,000 | 249,000,000 |
| 2011    | 1,355,000,000 | 271,000,000 |
| 2012    | 1,477,000,000 | 295,000,000 |
| 2013    | 1,526,000,000 | 305,000,000 |
| 2014    | 1,540,000,000 | 308,000,000 |
| 2015    | 1,601,000,000 | 320,000,000 |
| 2016    | 1,645,000,000 | 329,000,000 |
| 2017    | 1,912,000,000 | 382,400,000 |
| 2018    | 1,910,000,000 | 382,000,000 |
| 2019    | 1,979,000,000 | 396,000,000 |
| 2020    | 2,068,000,000 | 414,000,000 |
| 2021    | 2,034,000,000 | 407,000,000 |
| 2022    | 1,995,000,000 | 399,000,000 |

المصدر إحصائيات بنك إنجلترا

## روابط خارجية
- الموقع الرسمي